# 헨리 녹스
헨리 녹스(Henry Knox, 1750년 7월 25일 - 1806년 10월 25일)은 미합중국의 군인, 정치가. 초대 미국 육군 장관을 지냈다.

## 생애

### 초기 경력
1750년, 녹스빌은 매사추세츠 만 식민지의 보스턴에서 스코틀랜드계 아일랜드인 이민자 윌리엄 녹스(William Knox, 1712-1762)와 매어리 캠벨 (Mary Cambell, 1725 -??)의 아들로 태어났다. 조선업에 종사했던 그의 아버지는 경제적 파산으로 인해, 가족을 떠나 신트외스타티위스섬으로 갔으며, 1759년 그곳에서 원인 모를 병으로 사망했다.

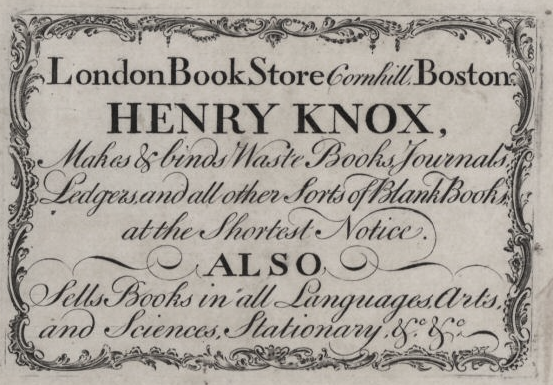
1771년 헨리 녹스의 가게 광고

헨리는 보스턴 라틴 스쿨에 입학하여, 그곳에서 그리스어와 라틴어, 산수, 그리고 유럽의 역사를 배웠다. 그는 장남이었기 때문에 부친이 사망하자 녹스는 12살의 나이로 1762년에 초등교육을 마치고 어머니가 운영하는 서점에서 사무 보조원으로 일했다. 그 가게의 주인이었던 니콜라스 보우스는 녹스를 위해 대리부 역할을 해주었다. 그러나, 녹스는 보스턴 거리의 갱들과 관계를 맺고, 주변에서 가장 거친 싸움꾼이 되었다. 그때 녹스는 보스턴에서 자신의 손으로 다른 서점 ‘런던 북스토어’를 개업했다. 녹스는 군사 화제, 특히 포술에 관심을 가지고 그 지식의 대부분을 독학으로 배웠다.
1774년 6월 16일, 녹스는 보스턴의 왕당파의 딸 루시 플러커(Lucy Flucker, 1756-1824)와 결혼했다. 두 사람은 녹스의 병역 때문에 별거를 할 수 밖에 없었지만, 많은 편지를 교환하고, 사별할 때까지 다정한 부부였다. 1775년에 미국 독립 전쟁이 발발하면서 두 사람은 전장이 된 보스턴에서 벗어났다. 아내 루시는 독립 전쟁 기간 동안 노숙을 할 수 밖에 없는 처지가 되었다.

### 미국 독립 전쟁
녹스는 영국의 정책에 반대하는 자유의 아들들을 지지하고 영국군의 보스턴 학살 사건을 규탄했다. 1772년, 녹스는 보스턴 그레네이더 군단에 지원병으로 입대했고, 1775년에 알테마즈 워드 장군 휘하에서 벙커 힐 전투에 참여했다. 그때 녹스는 정찰군에 소속되어 조지 워싱턴 장군과 알게 되었다. 녹스는 워싱턴에 감명을 받았으며, 두 사람은 좋은 친구가 되었다.

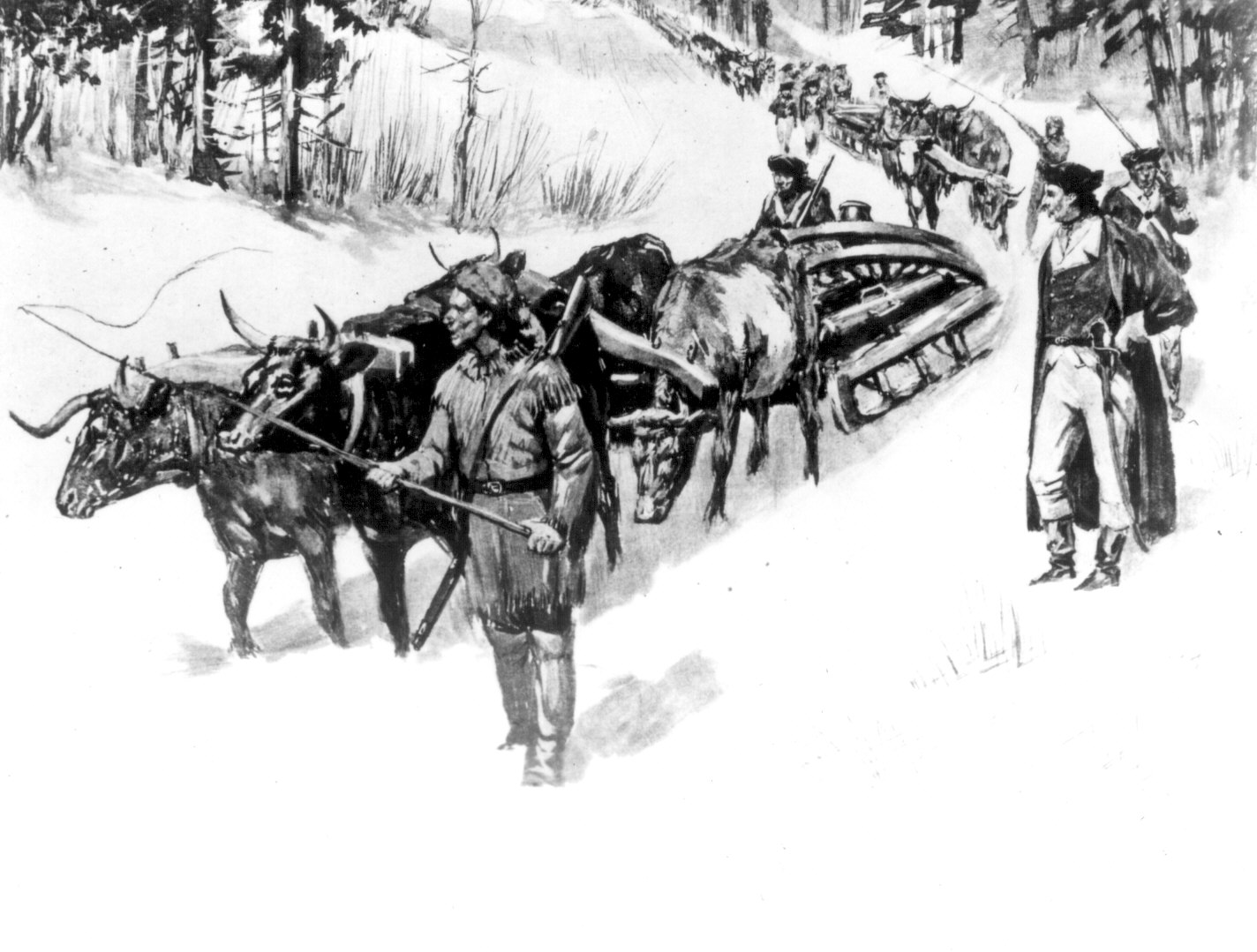
대포를 소달구지에 싣고 보스턴으로 향하는 녹스

1776년 3월에 대륙군이 뉴욕 식민지의 타이컨더로가 요새를 점령하면서, 녹스는 타이컨더로가 요새에서 획득한 대포를 보스턴 포위전에서 활용할 것을 제안했다. 워싱턴은 녹스를 대령으로 임명하고 대포를 타이컨더로가에서 보스턴까지 수송할 것을 명령했다. 녹스와 그 부대는 타이컨더로가로 가서 거기에서 허드슨강 서안에서 남쪽 올버니까지 소 썰매의 길을 조성했다. 그리고 올버니에서 스프링필드, 우스터를 거쳐 보스턴까지 대포를 날랐다. 수송 작업은 1775년 12월 5일에 시작되었다. 총 59문의 대포와 박격포를 300마일의 여정을 56일에 걸쳐 옮겨져 1776년 1월 24일에 모든 작업을 완료했다. 그 대포는 영국군을 내려다보는 도체스터 고지에 배치되었다. 그 결과, 영국군은 1776년 3월 17일에 핼리팩스에 철수했다.
보스턴 해방 후 녹스는 영국군의 재공격에 대비하여 코네티컷과 로드아일랜드에서 방어벽 구축과 개선에 나섰다. 그때 녹스는 뉴욕에서 돌아온 동료부대와 합류했다.
트렌턴 전투 시 녹스 대령은 워싱턴 장군의 델라웨어 강 횡단 작전을 담당했다. 작전이 시작된 1776년 12월 26일 새벽 델라웨어강은 눈과 얼음으로 덮여 있었다. 녹스는 존 글로버가 이끄는 제14 대륙 연대를 델라웨어 강 동쪽으로 파견, 그날 아침에 간신히 도달할 수 있었다. 녹스는 말과 총을 투입해 트렌턴 공격에 들어갔고, 워싱턴의 부대는 그날 오후까지 수백 명의 포로를 사로잡았다. 녹스는 이 전투에서의 공적을 인정받아 준장으로 승진했다.
녹스는 독립 전쟁 기간 대부분을 군대에서 보냈고, 프린스턴 전투, 브랜디 와인 전투, 저먼타운 전투, 몬머스 전투, 그리고 요크타운 전투에서 높은 전과를 올렸다. 1777년 겨울, 대륙군이 뉴저지의 모리스 타운에 머물 때, 녹스는 매사추세츠로 돌아 대륙군의 대포 능력의 향상을 도모했다. 녹스는 새로운 대대를 소집하고, 스프링필드 무기 제조창을 설립했다. 스프링필드 무기 제조창은 독립 전쟁의 종전까지 대륙군의 무기 탄약의 귀중한 공급원이 되었다. 1780년 초, 녹스빌은 영국 첩보원 존 안드레 소령에 대한 군법 회의에서 위원을 맡았다. 녹스 대륙군의 인력과 자재를 확보하기 위해 워싱턴 장군의 대리인으로 북부 여러 연방을 순회했다.
요크타운 전투 후, 녹스는 소장으로 승진했다. 1782년, 녹스는 웨스트포인트에 부임을 명령 받았다. 1783년, 녹스는 신시내티 협회의 창시자 중 한 사람으로 참여했고 또한 영국군이 철수한 뉴욕에서 대륙군을 이끌었다. 1783년 12월 4일에 워싱턴 장군의 퇴역 행사가 열릴 때, 녹스빌은 워싱턴의 옆에 독립 전쟁의 승리를 축하했다. 워싱턴 장군의 퇴역 후, 녹스빌은 1784년 6월까지 대륙군의 최상급 장교가 되었다.

### 미국의 육군 장관

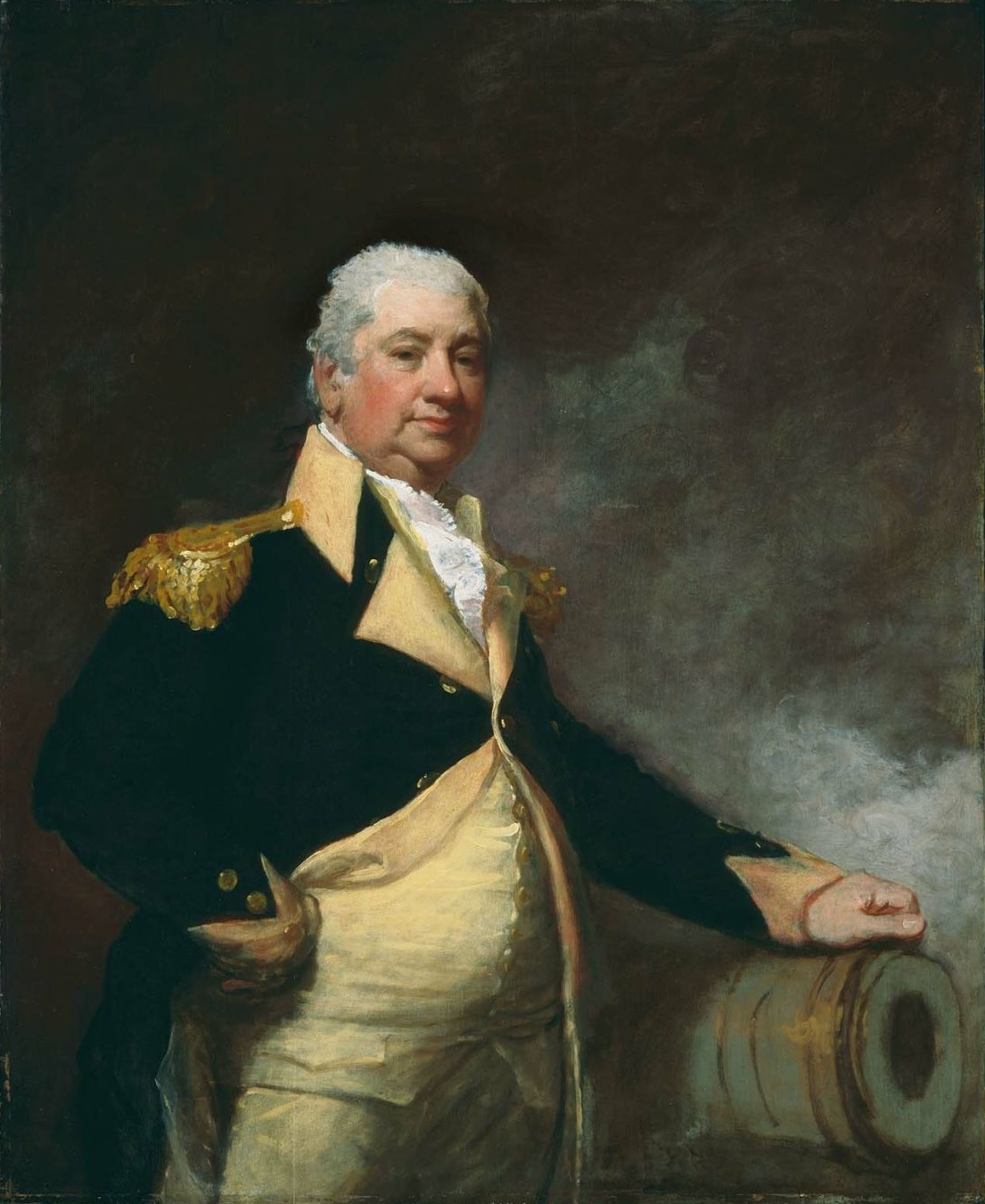
길버트 스튜어트가 1806년 그린 초상화,. 보스턴 미술관

연합규약 아래 1785년 3월 8일, 녹스는 대륙회의에서 육군 장관으로 임명되었다. 녹스는 1789년 9월 12일]]까지 육군 장관을 계속 지냈고, 초대 미국 대통령 워싱턴이 선출되면서 녹스는 초대 미국 육군 장관에 임명되었다.
육군 장관으로 녹스는 해군 상비군 창설을 추진하여 총괄하고 미국 원주민 정책, 국내의 군 계획, 그리고 대서양 연안의 요새 시설 강화를 관리했다. 녹스는 또한 주요 군수 시설의 하나인 스프링필드 무기 제조창을 포괄적으로 감독했다. 1791년에는 녹스의 상세한 제안에 따라 미국 의회가 미국 군단을 창설했다.
1794년 12월 31일, 녹스는 가족을 돌보는데 전념하기 위해 육군 장관을 사임했다. 녹스의 후임으로는 티모시 피커링이 취임했다.

### 노년
녹스는 매사추세츠 토마스톤 (현재 메인) 근교에서 노년을 보냈다. 녹스는 낙농과 조선에 종사했다. 녹스는 국무장관을 물러났지만, 매사추세츠 의회 하원 의원을 지냈다. 1806년, 녹스빌은 매사추세츠 유니온(현재 메인 주)의 친구를 방문했을 때, 잘못 삼킨 닭 뼈가 창자에 박혀 버렸다. 녹스는 3일 후 1806년 10월 21일, 복막염을 일으켜 사망했다. 녹스의 시신은 토마스톤에 묻혔다.